# Резистор Мёбиуса

Резистор Мёбиуса является электрическим компонентом, состоящим из двух проводящих поверхностей, отделенных друг от друга диэлектрическим материалом, скрученных на 180 ° и образующих Лист Мёбиуса. Он представляет собой резистор, который не имеет собственной индуктивности, это значит, что он может противостоять потоку электроэнергии, в то же время не вызывая магнитных помех. Недостаток — большая паразитная ёмкость.

## Описание
Резистор Мёбиуса, как объект изобретения, запатентован в США 16 августа 1966 года Девисом Ричадом (Davis Richard L.).  
Два ленточных проводника одинаковой длины прикреплены на противоположных сторонах полосы диэлектрика. Затем сборке придается один поворот, и концы соединяются, образуя поверхность Мебиуса. Концы проводников спаяны вместе, а выводы резисторов присоединены к прямо противоположным паяным соединениям. Ток, подаваемый на клеммы, будет распространяться в противоположных направлениях, так что электромагнитные поля нейтрализуют друг друга, в результате чего получается по существу неиндуктивный, не реактивный резистор с низкой постоянной времени . 
Индуктивность резистора Мёбиуса можно вывести из закона Ампера: 
{\textstyle L{\scriptstyle {\text{mobius}}}=\left({\frac {\mu {\scriptstyle {\text{0}}{\mathsf {TC}}}}{2{\mathsf {W}}}}\right)}

## Преимущества и недостатки
Преимущества
- Низкая индуктивность: Отлично работает в радиочастотных цепях

- Сниженные ЭМП: Противоположные токи устраняют электромагнитные излучения

- Точность: Высокая стабильность сопротивления в условиях ВЧ-сигналов

Ограничения
- Сложность изготовления

- Паразитная ёмкость между проводниками

- Механическая хрупкость по сравнению с обычными резисторами

## Примеры использования
- Точные измерительные приборы

Используются в лабораторных вольтметрах, эталонных резисторах и чувствительных датчиках, где критично исключение паразитной индуктивности
- Радиочастотные цепи (RF)

Применяются в ВЧ-фильтрах, аттенюаторах и усилителях, где требуется линейная частотная характеристика без реактивной составляющей.
- Медицинская аппаратура

Используются в приборах ЭКГ и ЭЭГ, где необходимо минимизировать влияние электромагнитных помех на точность сигнала. 
- Квантовые и топологические исследования

Экспериментальные платформы с геометрией ленты Мёбиуса используются в исследованиях топологических изоляторов и квантовых состояний вещества.
- Учебные и демонстрационные модели

Резисторы Мёбиуса часто включаются в курсы по топологии, схемотехнике и физике, демонстрируя связь между геометрией и функциональностью.
- Аэрокосмическая и военная электроника

Используются в системах, где критично снизить уровень электромагнитных помех, обеспечить надёжность и быстродействие. 

## Связь с лентой Мёбиуса
Лента Мёбиуса — это математически уникальная фигура с одной стороной и одной границей. Именно благодаря её свойствам резистор получает антисинфазное протекание токов, исключающее индуктивность. Использование этой топологии иллюстрирует, как абстрактная математика может вдохновить инженерные решения в реальной электронике. 

## Патенты
- Патент США 4,599,586, конденсатор Мёбиуса
- Патент США 3,267,406, неиндуктивный электрический резистор
- Патент США 6,611,412, Приборы и методы минимизации электромагнитных выбросов технических излучателей Dietrich Reichwein